# Vincent Guo Xijin
Vincent Guo Xijin (chiń. 郭希錦; ur. 20 grudnia 1958) – chiński duchowny katolicki, biskup Funing w latach 2016–2020.

## Życiorys
Święcenia kapłańskie otrzymał w 1984.
Wybrany biskupem koadiutorem biskupa Ignatiusa Huang Shoucheng. Sakrę biskupią przyjął z mandatem papieskim 28 grudnia 2008. 30 lipca 2016, po śmierci poprzednika został biskupem ordynariuszem Funing. 5 października 2020 roku ustąpił z funkcji biskupa tej diecezji, żeby mógł stanowisko to objąć Vincent Zhan Silu, który był wcześniej związany z Patriotycznym Stowarzyszeniem Katolików Chińskich.